# Idaea chrysocilia
Idaea chrysocilia là một loài bướm đêm trong họ Geometridae.